# Lucas Lourenço
Lucas Lourenço Andrade (Santos, 23 gennaio 2001) è un calciatore brasiliano, centrocampista del Gama.

## Caratteristiche tecniche
Trequartista molto rapido e bravo a districarsi negli spazi stretti, sa essere decisivo sia nell'ultimo passaggio sia nella conclusione personale a rete.

## Carriera
Nato a San Paolo, è entrato a far parte del settore giovanile del Santos nel 2013, dopo aver giocato per la squadra di futsal. il 2 ottobre 2017 ha firmato il suo primo contratto professionistico, valido fino al 2022.
Nel gennaio 2018 è stato promosso in prima squadra dal tecnico Jair Ventura, me nei mesi seguenti è stato nuovamente retrocesso prima in Under-17, poi in Under-20, per poi tornare in prima squadra sotto la guida di Cuca. Il 2 dicembre 2018 ha esordito fra i professionisti disputando l'ultimo quarto d'ora dell'incontro di Série A perso 2-1 contro lo Sport Recife.
Il 1º settembre 2020 ha rinnovato il proprio contratto fino al 2024 e due settimane più tardi ha esordito in Coppa Libertadores giocando il match pareggiato 0-0 contro l'Olimpia.

## Statistiche
Statistiche aggiornate al 1º ottobre 2020.

### Presenze e reti nei club
| Stagione        | Squadra         | Campionato      | Campionato | Campionato | Coppe nazionali | Coppe nazionali | Coppe nazionali | Coppe continentali | Coppe continentali | Coppe continentali | Altre coppe | Altre coppe | Altre coppe | Totale | Totale | Totale |
| Stagione        | Squadra         | Comp            | Pres       | Reti       | Comp            | Pres            | Reti            | Comp               | Pres               | Reti               | Comp        | Pres        | Reti        | Pres   | Reti   |        |
| --------------- | --------------- | --------------- | ---------- | ---------- | --------------- | --------------- | --------------- | ------------------ | ------------------ | ------------------ | ----------- | ----------- | ----------- | ------ | ------ | ------ |
| 2018            | Santos          | A1/SP+A         | 0+1        | 0          | CB              | 0               | 0               |                    | -                  | -                  |             | -           | -           | 1      | 0      |        |
| 2019            | Santos          | A1/SP+A         | 0          | 0          | CB              | 0               | 0               | CS                 | 0                  | 0                  |             | -           | -           | 0      | 0      |        |
| 2020            | Santos          | A1/SP+A         | 0+3        | 0          | CB              | 0               | 0               | CL                 | 2                  | 0                  |             | -           | -           | 5      | 0      |        |
| Totale carriera | Totale carriera | Totale carriera | 4          | 0          |                 | 0               | 0               |                    | 2                  | 0                  |             | -           | -           | 6      | 0      |        |

## Palmarès

### Competizioni statali
- Campionato Paranaense: 1

Londrina: 2021